# 基思·康纳
基思·康纳（英語：Keith Connor，1957年9月16日—），英国前男子田径运动员。他曾代表英国参加1980年和1984年夏季奥林匹克运动会田径比赛，其中1984年奥运会获得一枚铜牌。